# 1249
Évszázadok: 12. század – 13. század – 14. század
Évtizedek: 1190-es évek – 1200-as évek – 1210-es évek – 1220-as évek – 1230-as évek – 1240-es évek – 1250-es évek – 1260-as évek – 1270-es évek – 1280-as évek – 1290-es évek
Évek: 1244 – 1245 – 1246 – 1247 –  1248 – 1249 – 1250 – 1251 – 1252 – 1253 – 1254

## Események

### Határozott dátumú események
- február 16. – André de Longjumeau IX. Lajos francia király követeként elindul a mongolokhoz, hogy találkozzon a nagykánnal.
- június 6. – IX. Lajos francia király a hetedik keresztes hadjárat során elfoglalja az egyiptomi Damietta várost.[1]
- június 13. – Marino Morosini velencei dózse megválasztása.[2]
- július 8. – III. Sándor követi apját II. Sándort Skócia trónján. (1286-ig uralkodik.)

### Határozatlan dátumú események
- az év folyamán –
  - III. Alfonz portugál király visszafoglalja Faro városát a móroktól,[3] akik ebben az évben elveszítik  Alicantét is.
  - Roger Bacon kiadja fő tudományos művét, mely az első nyugat-európai tudományos mű az optikai lencséknek a látásra való hatásáról, valamint a lőpor használatáról.
  - A németországi Stralsund városát felégetik a rivális Lübeck város hadai.[4]
  - A Birger Jarl vezette svéd sereg meghódítja a finnországi Tavastia tartományt, megindítva ezzel a svédek keleti terjeszkedését.
  - Pho Khun Si Indrathit király megalapítja a Sukothai Királyságot, lerakva ezzel a thaiföldi állam alapjait.
  - IV. Béla csapatai ismét Ausztriát és Stájerországot dúlják.[5]
  - Hermann badeni őrgróf csapatai betörnek Nyugat-Magyarországra.[5]

## Születések
- július 9. – Kamejama japán császár († 1305)
- XXII. János pápa († 1334)
- V. Erik dán király († 1286)

## Halálozások
- július 6. – II. Sándor skót király (* 1198).
- július 19. – Jacopo Tiepolo velencei dózse.
- szeptember 27. – VII. Rajmund toulouse-i gróf (* 1197)
- november 23. – al-Szálih Ajjúb egyiptomi szultán[6] (* 1207)